# 大學教育資助委員會
大學教育資助委員會（簡稱教資會，縮寫：UGC）是香港政府於1965年10月成立設立的非法定諮詢組織，教資會的委員由香港行政長官委任，其支援部門為大學教育資助委員會秘書處。教資會並無任何法定或者行政權力，而八間受資助大學都是受其所屬條例規管的法定院校，各自按條例設立校董會及擁有自主權，在制定課程與檢視學術水平、選取學生、進行研究、聘任教職員和訂定聘用條件，以至內部資源調撥等方面，都享有相當大的自由度，但同時由於各受資助院校的營運經費主要來自政府撥款，所以有需要確保公帑資源用得其所，教資會作為政府與各資助大學之間的中介角色，不但為各受資助大學的發展及學術事宜提供意見，亦會從制度層面監察大學的表現，確保各院校恰當地運用公帑資源及對社會負責。

## 歷史
大學教育資助委員會的由來是源於1964年的財政預算案辯論中，立法局提議香港應設立一個完全獨立於政府架構以外的諮詢及撥款機構處理大學撥款的事宜，建議仿效英國的大學教育資助委員會，並把當時由政府直接撥款資助的香港大學及香港中文大學，改由委員會提供撥款的意見，確保大學日常運作的獨立性。
1965年10月，大學教育資助委員會成立，香港政府委任首批委員，由怡和主席兼董事總經理郝禮士擔任委員會主席。
1972年，由於香港理工學院（今香港理工大學）改由教資會資助後，委員會因此改稱為大學及理工教育資助委員會（英文：University and Polytechnics Grants Committee，縮寫：UPGC）。
1983年，香港浸會學院（今香港浸會大學）成為受資助院校。1984年，香港城市理工學院（今香港城市大學）也納入委員會的資助範圍內。香港科技大學於1991年成立時即已為委員會的資助院校，同年原為專上學院的嶺南學院（即現時的嶺南大學），也相繼成為獲教資會撥款資助的院校。
1991年，大學及理工教育資助委員會在其下設立了研究資助局作為研究事宜的諮詢組織，協助就研究資助用途補助金的撥款提供意見。
1994年，香港理工學院、香港城市理工學院及香港浸會學院，於分別升格為香港理工大學、香港城市大學及香港浸會大學後，「大學及理工教育資助委員會」再度用回「大學教育資助委員會」的原名。香港教育學院（即現時的香港教育大學）於1996年納入為受教資會的資助院校。
2003年，政府撥出10億港元推行等額補助金計劃，教資會被指派為處理各院校申領補助金事宜的機構。
2005年，政府設立10億港元的配對補助金計劃，又於2006年設立10億港元的第三輪配對補助金計劃，均由教資會負責統籌。
2007年，教資會成立了質素保證局作為其轄下的半獨立質素保證機構，協助教資會為各受資助院校的學士及深造學位課程的質素提供意。政府於同年設立首度涵蓋非教資會院校參與的第四輪配對補助金計劃，亦由教資會負責統籌。
2013年，教資會要求各資助院校就其屬下自資院校及營辦的自資課程提交財務報告。
2016年，審計署就教資會的開支及管理提供建議。

## 角色
教資會是一個獨立於政府和各資助大學的非法定諮詢組織，並沒有法定權力，其功能是為高等教育的發展及需要撥款時，聽取政府和院校的見解及提供專業意見，並向政府提供為資助院校撥款的建議，以及向各資助院校分配補助金。教資會的角色是政府與各院校之間的「中介人」，一方面促進雙方的瞭解，另一方面亦與政府及院校建立開放的溝通渠道，以便向雙方提供和收集意見。由於教資會具有政府與院校之間的中介功能，所以可被視為兩者之間的「緩衝機構」，教資會須確保院校的內部管理不受政治干預，保障教學及研究都可自由發表意見，另一方面由於資助院校的主要營運經費是來自政府的撥款，所以教資會亦會檢視院校是否恰當地運用有關資源。
對於有誤解指教資會有八間轄下院校，教資會強調八間由教資會資助的院校都是依據其本身的法定條例成立，享有法例賦予的自主權，並根據法例各自設有校董會，無論在課程與學術水準的管控、聘請教職員、甄選學生、進行研究，以至資源的內部調配等方面，都享自主權，教資會作為沒有法定權力的諮詢組織，教資會並不會參與各院校的內部管治。根據基本法第137條所指各類院校均可保留其自主性並享有學術自由，而教資會作為政府與院校之間的「緩衝」角色，正是要發揮保障院校自主權和學術自由的作用。各資助院校聘用教員及職員時均可自行制定薪金與聘用條件，教資會資助院校的僱員薪酬自2003年7月起已經與公務員脫鈎，教資會亦不會參與各院校招聘僱員的事務。
教資會作為沒有權力的諮詢組織，不能介入各院校的內部事務，在確保資助院校是恰當使用公帑資源時，主要通過向各資助院校索取報告，及提示院校要有足夠的管治透明度，令外界可知悉各資助院校是如何運用公帑資源。教資會向資助院校提供的《程序便覽》雖然沒有法律約束力，但有訂明各資助院校行使自主權時應注意的事項，包括經營自負盈虧課程與營辦附屬公司，以及財務報告、審計及核數等方面要留意的事宜。在學術檢定方面，未取得自行評審資格的資助院校需要香港學術及職業資歷評審局的學術評審及定期校外評核，直至評審局推薦授予自行評審資格為止，資助院校取得自行評審資格後將由教資會的質素保證局作出校外評核，而未取得全面評審資格的資助院校開辦的資助課程，需要同時接受評審局及教資會質保局的檢定。教資會亦會對社會關心的高等教育事宜向各資助院校表達意見，及把院校的回覆的資料製作報告，在維護院校自主的同時增加院校管治的透明度，在院校自主權與公眾關注公帑資源的運用間作出平衡。

## 撥款分配
教資會一般以三年為一個周期，為受資助院校進行經常性補助的評估，再向立法會申請一筆三年期的補助金，然後教資會將這筆補助金分配給各資助院校。這個經常性補助金的撥款方式從1994年已經使用，主要根據各資助院校的學生人數、學科組合及學術發展評估院校可分配的補助金額。資助院校一般可自行決定如何運用教資會分配的經常性補助金，但規定只可用於教資會資助的範圍，不可利用經常性補助金用於營辦自資課程。

### 優配學額機制
為鼓勵各資助院校提升質素，教資會自2009年起採用「優配學額」(Competitive Allocation) 的機制，在分配三年期補助金時亦會調整院校間的資助學額，達致按各院校的表現分配學額及資源。在這個機制下，各資助院校的第一年學士學位資助學額，每三年要撥出少部分約為5%，交由教資會重新分配，而院校可分配的經常性補助金亦是根據學額重新分配後的學額數量釐定，教資會在重新分配學額時會參考各院校編寫的「學術發展建議書」而定。雖然優配學額機制會令一些院校失去部分資助學額，而有一些院校可從中得到其他院校流失的資助學額，但機制可使各院校盤算自身的發展及學術優次，以增強其角色定位，重新分配學額亦提供彈性及促進香港高教界的國際競爭力，而重新分配學額亦不會影響院校的自主權。
「優配學額」機制是按表現分配學額從而決定院校所得的補助金額，表現較佳的院校將可分配到較多的資源，透過院校競逐資助學額，可促使院校提升其學術表現。雖然學界有批評指優配學額的評審標準欠缺透明度，各資助院校的資源及學術表現存在差異，而各院校的定位亦有分別，機制容易造成惡性競爭，資助院校間因此出現了「貧者愈貧，富者愈富」的現象，港大、中大及科大在優配學額機制下經常成為贏家而取得新學額，較弱勢的院校原有的資助學額則因機制而遭到削減。立法會審批經常性補助金時，教育局亦曾經被議員質詢，認為政府有需要檢討教資會設立的機制及教資會本身的職能，但教育局回應時指優配學額可令資源靈活調配，雖然有院校的學額被削減，但同時有開辦醫科的院校可因此而增加社會有需求的學額
。

### 學科資源分配比重
資助院校可取得多少的三年期補助金，主要參考各院校的學科組合及課程成本。由於不同學科間所需的開辦成本存在差異，對實驗室需求較大及物料消耗較大的學科一般都需要給予較多的補助金維持，所以各類學科會被分為三種學科成本類別，由此訂定所需的補助金。學科成本最高的醫學及牙醫，成本加權值最高，學科成本次高的是醫療相關學科、工程及科技學科，至於其他學科，包括工商管理、人文學科、電腦科學、語文及教育等，學科成本最低。
| 學科類別 | 學科類別               | 學科成本類別                | 相對成本加權值 | 相對成本加權值 |
| 學科類別 | 學科類別               | 學科成本類別                | 修課課程（1）  | 研究課程（2）  |
| -------- | ---------------------- | --------------------------- | -------------- | -------------- |
| 1        | 醫科                   | A類：醫學及牙醫學           | 3.6            | 3.6            |
| 2        | 牙醫科                 | A類：醫學及牙醫學           | 3.6            | 3.6            |
| 3        | 與醫學及衞生有關的學科 | B類：工程及實驗室為本的學科 | 1.4            | 1.4            |
| 4        | 生物科學               | B類：工程及實驗室為本的學科 | 1.4            | 1.4            |
| 5        | 物理科學               | B類：工程及實驗室為本的學科 | 1.4            | 1.4            |
| 6        | 工程及科技             | B類：工程及實驗室為本的學科 | 1.4            | 1.4            |
| 7        | 藝術、設計及演藝       | B類：工程及實驗室為本的學科 | 1.4            | 1.4            |
| 8        | 數學科學               | C類：其他                   | 1.0            | 1.0            |
| 9        | 電腦科學及資訊科技     | C類：其他                   | 1.0            | 1.0            |
| 10       | 建築學及城市規劃       | C類：其他                   | 1.0            | 1.0            |
| 11       | 工商管理               | C類：其他                   | 1.0            | 1.0            |
| 12       | 社會科學               | C類：其他                   | 1.0            | 1.0            |
| 13       | 法律                   | C類：其他                   | 1.0            | 1.0            |
| 14       | 大眾傳播及文件管理     | C類：其他                   | 1.0            | 1.0            |
| 15       | 語言及相關科目         | C類：其他                   | 1.0            | 1.0            |
| 16       | 人文學科               | C類：其他                   | 1.0            | 1.0            |
| 17       | 教育                   | C類：其他                   | 1.0            | 1.0            |

註：
（1）包括副學位、學士學位和研究院修課課程
（2）包括研究院研究課程

## 委員會主席及委員

### 歷任主席
- 郝禮士爵士 （1965年－1973年）
- 高登爵士 （1973年－1976年）
- 彭勵治爵士 （1977年－1980年）
- 楊鐵樑爵士 （1981年－1984年）
- 施偉賢爵士議員 （1985年－1988年）
- 李國能 （1989年－1993年）
- 梁錦松 （1993年－1998年）
- 鄭維健 （1998年－1999年）
- 林李翹如 （1999年－2007年）
- 史美倫 （2007年－2011年）
- 鄭維新 （2011年－2015年）
- 唐家成 （2016年－2023年）
- 雷添良 (2023年-

### 歷任委員
2013年4月5日，香港政府公布委任4名新本地委員，張志剛（行政會議成員、一國兩制研究中心總裁）、樂美德（嶺南大學視覺研究系主任）、甘博文（註冊會計師）和麥海雄（執業醫生）；任期3年，由2013年7月1日起生效。此外，亦公布委任1名新非本地委員，Adrian Dixon（劍橋大學彼得學院院長），任期3年，由2013年7月1日起生效。

## 教資會資助的大學
- 香港大學
- 香港中文大學
- 香港科技大學
- 香港理工大學
- 香港城市大學
- 香港浸會大學
- 嶺南大學
- 香港教育大學

以上大學被香港媒體合稱為「香港八大院校」或「八大資助院校」

## 審計署對教資會的審計報告
審計署於2016年11月發出審計報告指教資會及其下的機構在開支及管理都極有問題，每年的會議開支十年間增加超過三倍，由十年前的390萬元大幅增加至1620萬元，當中涉及購買昂貴機票及使用豪華酒店，而且沒有提出理據，負責支援教資會的秘書處亦未有按照《物料供應及採購規例》的規定，就採購款額超過143萬港元的機票進行招標。審計報告又揭發教資會研資局有很多基本的文件紀錄都不齊全，超過半數的會議都沒有會議紀錄，其中19個已批撥款的研究也沒有任何文件，另外發現有委員的出席率只有29%，亦有委員獲委任後只曾出席兩次會議。
教資會轄下研資局的利益申報亦有問題，研資局有4名成員同時是6個獲撥款項目的首席研究員，但審批項目時沒有記錄他們曾經作出利益申報，涉嫌將研究款項「自己批自己」的利益衝突，研資局屬下的小組有超過200名成員，但八成半都延遲提交或更新利益登記表，最長延遲達190天，更有人只在2009年獲委任時交了一次，之後六年都沒有更新亦沒有任何跟進。報告又指教資會秘書處未有遵守大學的基本工程啟用後的三年內完成結算的規定，最長逾期達18年，98個改建及維修項目有43個超過三年未結算，最長逾期達15年。報告亦指教資會未有適當跟進大學違反收生規則的情況。
立法會帳目委員會在審計報告公開後，亦對教資會的運作及管理表達關注及批評，教資會回應指選擇昂貴的機票及酒店，是因為考慮到受邀請人士的身份，所以作出款待安排，至於缺乏會議記錄、委員出席率低及利益申報記錄不全等問題，教資會主席唐家成表示歡迎帳委會有關教資會的報告，將會「恰當地問責」的前提下，致力維護資助大學的自主和學術自由，同時鼓勵資助大學、委員會和秘書處實踐「自我省察」的做法，並感謝帳委會提出的建議。